# Râul Groapa Balmezului
Râul Groapa Balmezului sau Râul Groapa Balmoșului este un curs de apă, afluent al râului Balmez. 

## Hărți
- Harta Munții Godeanu  Arhivat în 11 octombrie 2008, la Wayback Machine.